# Krimling
Krimling ist ein Ortsteil der Gemeinde Schwarzhofen im Oberpfälzer Landkreis Schwandorf (Bayern).

## Geographische Lage
Krimling befindet sich ungefähr zwei Kilometer nordöstlich von Schwarzhofen und etwa einen Kilometer östlich der Staatsstraße 2040.

## Geschichte

### Von der ersten urkundlichen Erwähnung bis zum 18. Jahrhundert
Krimling (auch: Chrumlinge, Chrumbling, Chrümling, Khrimbling, Krimbling, Crimbling) wurde im Urbar 1285, 1326 und 1499 mit vier Höfen erwähnt. 1306 gehörten zwei Höfe in Krimling Wolfram dem Geiganter. 1326 gab es vier Höfe in Krimling, von denen einer dem Reimbotus Cholo und ein anderer dem Konrad Zenger und dem Heinrich Geiganter gehörte.
In den Musterungsregistern wurden für Krimling 1522, 1572 je fünf Mannschaften erfasst, 1661 nach Ende des Dreißigjährigen Krieges nur noch zwei Mannschaften. 1622 hatte Krimling fünf Höfe, 1631 fünf Höfe, zwei Inwohner (darunter ein Hütmann), 57 Rinder, zehn Schweine, zehn Schafe und eine Ziege. 1661 nach Ende des Dreißigjährigen Krieges lag einer der fünf Höfe öde und war nicht mehr zu bewohnen und es gab nur noch 20 Rinder. 1762 gab es in Krimling fünf Anwesen, ein Nebenhäusl, ein Hüthaus, fünf Eigentümer, sechs Inwohner, darunter zwei Tagwerker, eine Spinnerin und einen Hüter. 1797 gehörten von den sechs Anwesen in Krimling fünf zum inneren Amt Neunburg und eines zum Kloster Walderbach.

### Vom 19. Jahrhundert bis zur Gegenwart
Entsprechend einer Verordnung von 1808 wurde das Landgericht Neunburg vorm Wald in 55 Steuerdistrikte unterteilt. Dabei bildete Haag bei Schwarzhofen mit den Ortschaften Denglarn, Girnitz, Höfen bei Uckersdorf, Krimling, Laubenhof, Raggau und Uckersdorf einen Steuerdistrikt. Krimling hatte zu dieser Zeit sechs Anwesen und 40 Einwohner.
1820 wurden Ruralgemeinden gebildet. Dabei entstand die Ruralgemeinde Haag, die aus der Ortschaft Haag mit elf Familien, der Ortschaft Krimling mit fünf Familien und der Ortschaft Laubenhof mit einer Familie bestand. 1830 bis 1972 bildete Haag bei Schwarzhofen zusammen mit den Ortschaften Denglarn, Krimling, Laubenhof und Raggau eine selbständige Gemeinde.
Zum Stichtag 23. März 1913 (Osterfest) wurde Krimling als Teil der Pfarrei Schwarzhofen mit neun Häusern und 51 Einwohnern aufgeführt.
Bei der Eingliederung der Gemeinde Haag bei Schwarzhofen in die Gemeinde Schwarzhofen 1972 gelangte Krimling zur Gemeinde Schwarzhofen. Am 31. Dezember 1990 hatte Krimling 25 Einwohner und gehörte zur Pfarrei Schwarzhofen.